# František Miller
František Miller (* 27. Januar 1902 in Kročehlavy; † 14. Januar 1983 in Brünn) war ein tschechischer Zoologe.

## Leben
Nach dem Besuch der Realschule in Rakovník studierte Miller an der Naturwissenschaftlichen Fakultät der Karls-Universität. Ab 1929 lehrte er am Pädagogium in Štubnianské Teplice. 1938 wurde Miller an der Karls-Universität promoviert und 1939 zum Gymnasialprofessor in Žilina berufen. Nach der Ausrufung der Ersten Slowakischen Republik musste er das Land verlassen und unterrichtete ab dem 1. September 1939 am Realgymnasium Jindřichův Hradec. Im Herbst 1940 wurde das Gymnasium nach Soběslav ausquartiert, da das Gymnasialgebäude in Jindřichův Hradec von der Wehrmacht als Lazarett in Beschlag genommen wurde. Ab dem 1. September 1943 lehrte Müller am Staatlichen Koedukationalpädagogium Soběslav, dessen Direktor er nach dem Ende des Zweiten Weltkrieges wurde. In den Jahren 1945 und 1946 war Miller zugleich Vorsitzender des Örtlichen Nationalausschusses (MNV) in Soběslav. 1947 war Miller Herausgeber der Jubiläumsschrift des Stadtmuseums Soběslav. Im selben Jahre habilitierte er und übernahm eine Dozentur an der Landwirtschaftlichen Hochschule (VŠZ) in Brünn. Dort wurde er später zum Professor für Zoologie berufen und ihm der Lehrstuhl für Landwirtschaftliche Entomologie und Phytopathologie an der Agronomischen Fakultät übertragen. Von 1951 bis 1954 war Miller Dekan, danach zwischen 1954 und 1958 Rektor der VŠZ.
Als Hochschullehrer und Forscher prägte er neben anderen entscheidend die Arachnologie in der Tschechoslowakei und organisierte unter anderem 1971 einen Internationalen Arachnologischen Kongress in Brünn. Danach wurde ihm zu Ehren zwischen 1972 und 1974 die Arachnologische Sektion der Slowakischen Entomologischen Gesellschaft gegründet.

## Publikationen
- Zemědělská entomologie, Brno 1956
- Řád Pavouci - Araneidea, 1971